# Kasha (commune)
Kasha est une commune urbano-rurale de la ville de Bukavu. Elle se situe au nord-ouest du centre-ville en bordure du lac Kivu.  
Avec l'avènement du RCD, Bukavu est passée de trois à quatre communes. La commune de Kasha est créée à partir d'un quartier urbano-rural de la commune de Bagira.